# 第二次世界大戦記念碑
第二次世界大戦記念碑（だいにじせかいたいせんきねんひ、英語名National World War II Memorial）は、第二次世界大戦時に徴兵され、そして戦死したアメリカ兵への追悼の意を込めて建造された国立の記念碑の名称。アメリカ合衆国首都ワシントンD.C.の中心部に位置する、ナショナル・モールに建立されている。位置は以前記念碑が建設される前に、リフレクティング・プールの東端にあったレインボープールが設置されていた場所に建てられており、ここはリンカーン記念館とワシントン記念塔の間にあたる。
この記念碑は2004年4月29日に一般公開となり、この年の戦没者追悼記念日（5月の最終月曜日）の2日前にあたる2004年5月29日、アメリカ合衆国第43代大統領ジョージ・ウォーカー・ブッシュによって記念碑の除幕式が正式に行われた。現在同記念碑は国立公園局（National Park Service）が管轄する、ナショナル・モールと記念公園団体（National Mall and Memorial Parks group）によって管理されている。

## 沿革

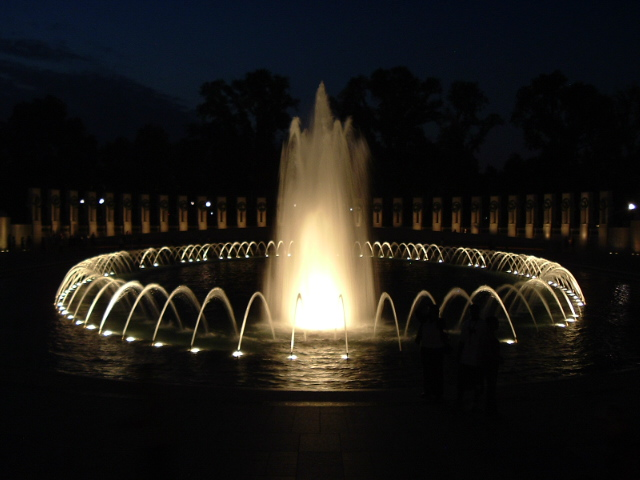
中心部の噴水。夜は照明が施されている。

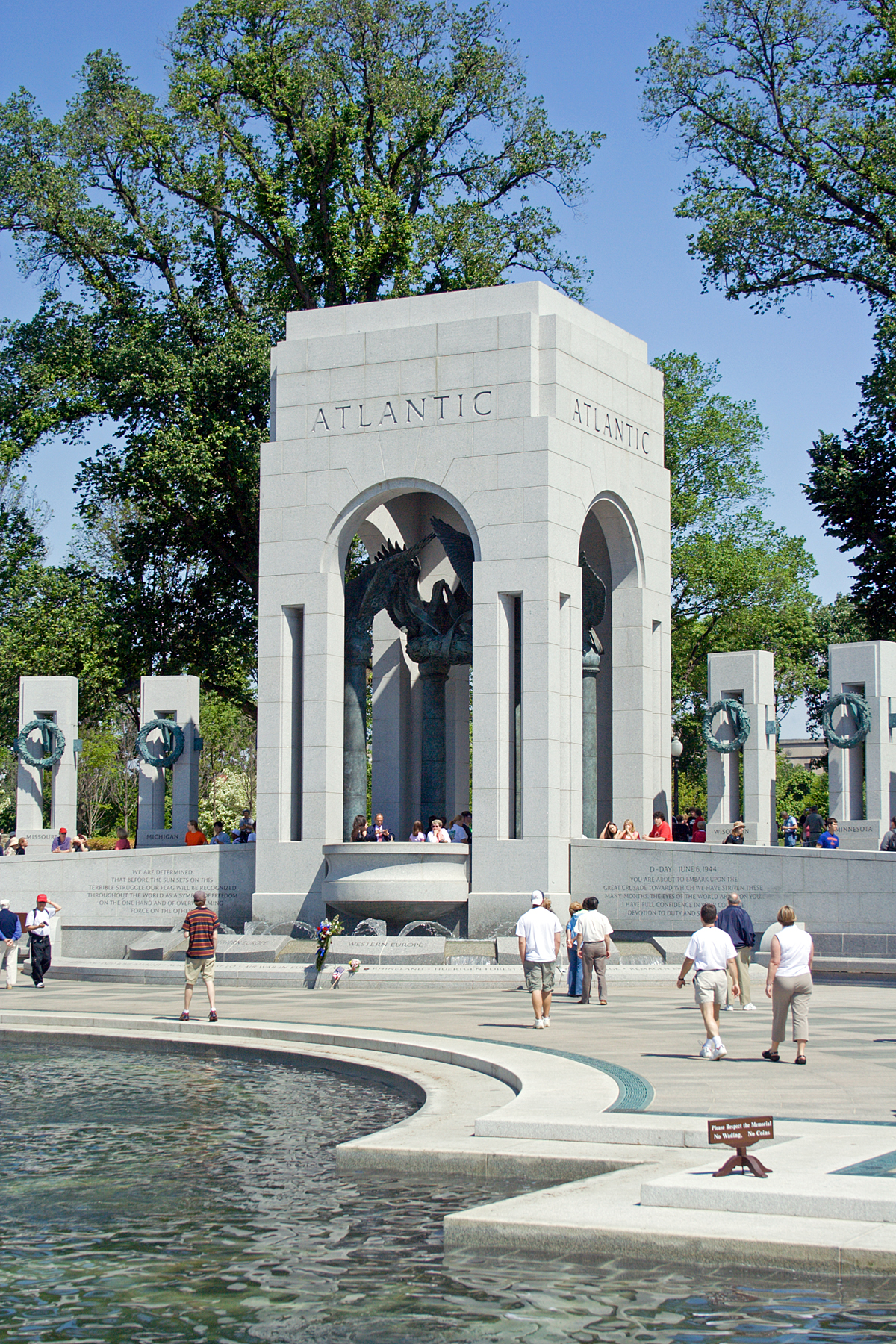
「大西洋側(Atlantic)」のアーチ

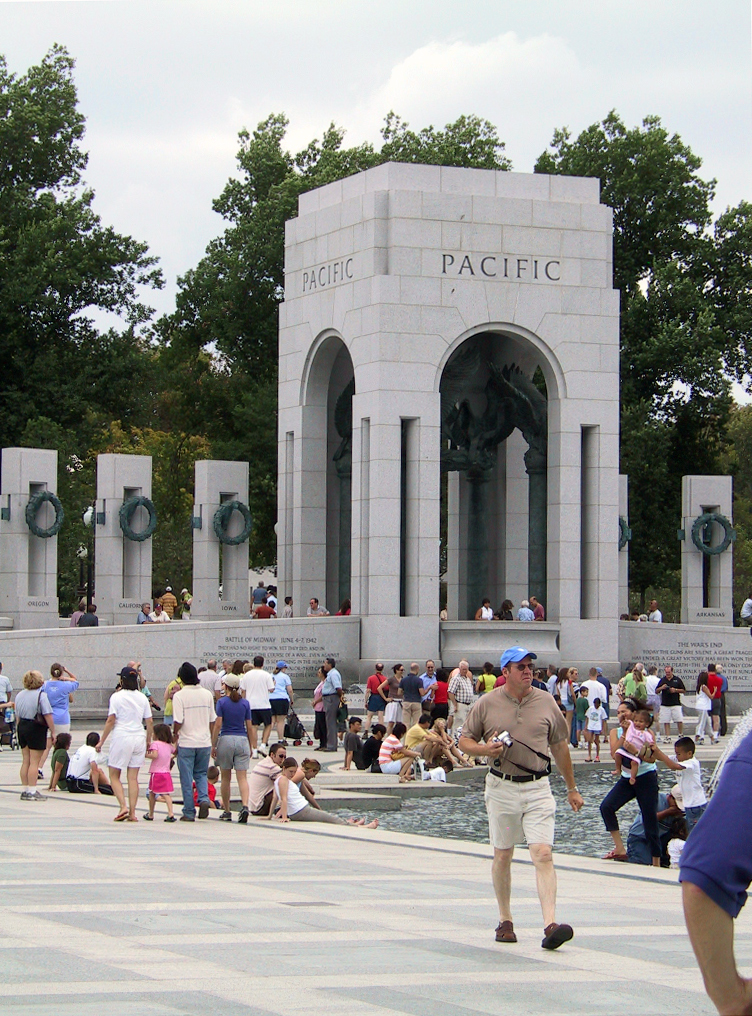
「太平洋側(Pacific)」のアーチ

1987年、第二次世界大戦の退役軍人であるロジャー・ダービンが、オハイオ州選出の民主党下院議員、マーシー・カプターに第二次世界大戦の記念碑を建設できないかと依頼した。カプターは同年12月10日に、下院法案第1624号として第二次世界大戦記念碑法案をアメリカ合衆国下院に提出した。議院はアメリカ戦闘記念碑委員会（American Battle Monuments Commission、略称ABMC）に「ワシントンＤ.Ｃ.またはその周辺」へ記念碑を建設する権限を委任することで結論に達し、法案は1992年6月22日に全員出席の元、賛否の声の大きさで案件の採決を下す発声採決（voice vote）の形で可決された。ところが、1992年10月になると、アメリカ合衆国議会が休会を迎える前にアメリカ合衆国上院はこの下院の案に承認できないとする意見を発した（上院法案第2244号）。
カプターは1993年1月27日に、同法案を下院法案第682号として改めて下院へ再提出し、その翌日にサウスカロライナ州選出の共和党上院議員であるストロム・サーモンドが、法案を上院へ提出した。1993年3月17日、上院は法案を承認し、また下院は同年5月4日に法案の改訂版を承認するに至った。その8日後の5月12日、上院は改定法案も承認することで合意し、第二次世界大戦記念碑法案は1993年5月25日をもって、当時の合衆国大統領ビル・クリントンにより法律として正式に署名された。法案は米国制定法第103議会32号法案として可決された。

### 資金調達
1994年9月30日、クリントン大統領はアメリカ戦闘記念碑委員会に建設場所の選定やデザイン、そして記念碑建設を金銭的に援助する基金の募集を促すため、12名の委員による記念碑顧問委員会（Memorial Advisory Board、略称MAB）を任命した。委員会は勲章を授与された第二次世界大戦退役軍人の一人で、1996年に大統領候補にもなった共和党員ボブ・ドールと、運送会社フェデックスの代表取締役兼CEOで、アメリカ海軍仕官も歴任したフレデリック・Ｗ・スミスの2人の委員長が指揮した。アメリカ連邦政府は1億9千7百万ドルもの資金収集を誓約し、およそ1600万ドルの資金を調達した。資金の差分は個人投資や他の機関によって供給された。

### 建設用地
1994年10月、大統領は第二次世界大戦記念碑がワシントンD.C.の中心街並びに他の記念碑の近隣に建設されることを定めた法律である、共同決議案第227号に署名した。翌1995年1月20日、アメリカ戦闘記念碑委員会と記念碑顧問委員会は、記念碑の建設用地について最初の共同委員会を開いた。この委員会には、美術委員会（Commission of Fine Arts、略称CFA）、アメリカ合衆国首都計画委員会（National Capital Planning Commission、略称NCPC）、アメリカ合衆国首都記念碑委員会（National Capital Memorial Commission、略称NCMC）、そして国立公園局と、合衆国陸軍工兵隊も参加した。
以下の様々な建設予定地候補が、政府機関によって慎重に審査された。
- アメリカ合衆国議会議事堂前リフレクティング・プール周辺―サード・ストリートとユリシス・S・グラント・メモリアル間
- コンスティテューション・ガーデンズ―東端、コンスティテューション・アベニューとレインボー・プール間
- フリーダム・プラザ―ペンシルベニア通り14、15番ストリート間

他の建設予定地候補
- タイダル・ベイスン―北東側、タイダル・ベイスン駐車場東、14番ストリート橋連絡道路西。
- ウェスト・ポトマック・パーク―オハイオ通りとポトマック川北岸間、フランクリン・D・ルーズベルト記念公園北西。
- ワシントン記念塔敷地内―コンスティテューション・アベニューの14番、15番ストリート間、国立アメリカ歴史博物館西。
- アーリントン国立墓地周辺のヘンダーソン・ホール―この場所は様々な要因から使用不可であったため候補から却下。

最終選考で現在のレインボー・プールの位置に記念碑の建設が決定されたのは、1995年10月5日であった。記念碑のデザインは建設前から存在していたレインボー・プールに合わせたものと思われる。場所はワシントン記念塔から17番ストリート道路を渡り、コンスティテューション・ガーデンズの場所に近接するところに位置している。

### 記念碑のデザイン

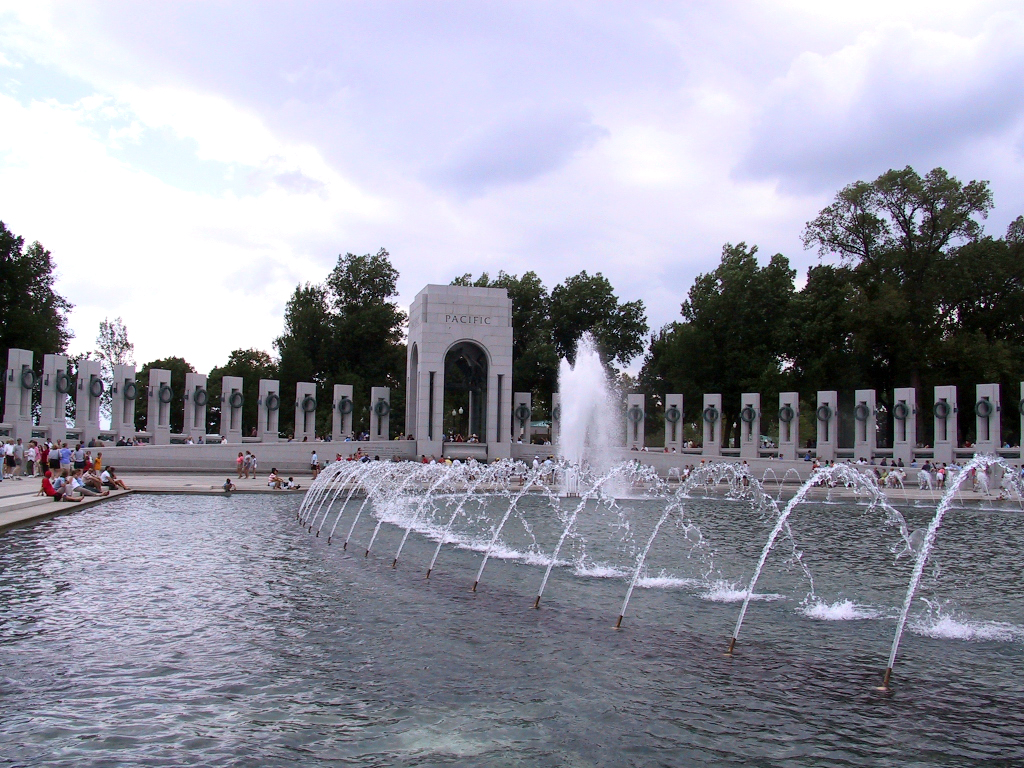
広場中心にあるレインボー・プールと噴水。

1997年に、オーストリア系アメリカ人の建築家である、フリードリッヒ・フロリアンの考案したデザインが選定された。デザインの趣旨は上記したように、第二次世界大戦記念碑を建設する前から既に設置されていたレインボー・プールとその噴水のデザインと合併させた物であるとされている。採択されたのは1997年であったが、その後4年もの間建設工事は開始されなかった。

### 建設
2001年9月、第二次世界大戦記念碑の建設が着工され、用地の基礎が掘られた。記念碑は竣工にあたって2年以上の歳月を要し、建設から約3年後の2004年4月29日に一般公開が開始、翌月5月29日に除幕式が行われた。記念碑公開に際し、アメリカ合衆国中から人々が押し寄せた。現在、高齢により一日に1000人を超える第二次世界大戦の退役軍人達が亡くなっているとされるが、この記念碑公開当時は多くの戦争の退役軍人たちが訪れた。記念碑は2004年11月1日にアメリカ合衆国の国立公園の一つとなった。これは同日をもって、管理する権限がアメリカ戦闘記念碑委員会から国立公園局へと移ったためである。
記念碑の公園のように開放的な空間は、訪れる多くの人々にも人気がある。しかし一部の人々からは、こうした戦争の記念碑を建てることにより、国民を含め戦争に刺激された共同体という感覚を鋭気させたという点で、記念碑広場は国家の戦争参加の象徴であるという意見もあった。

### 論争
「私達のモール地区を守る国民連合（National Coalition to Save Our Mall）」などの批評家たちは、記念碑のデザインと建設位置に反対の意を表した。論争の中心となったのは、第二次世界大戦記念碑がワシントン記念塔とリンカーン記念館の間の景観を妨げているというものであった。またワシントン大行進をはじめ、歴史的に大規模なデモや抗議が行われた自由な空間を縮めたということへの批判も噴出した。
デザインについての美学的異論もあった。タブロイド紙のボストン・ヘラルド（Boston Herald）は、記念碑を「うぬぼれが強く、余りに多くの注意を引き付け、陳腐な表現に満ちたものである」と評している。また、フィラデルフィアの日刊新聞であるフィラデルフィア・インクワイアラー（The Philadelphia Inquirer）紙は、「こうした尊大な建築形式は、ヒトラーやムッソリーニも好んだ」として皮肉を込めて記念碑を書き記している。

## 構造

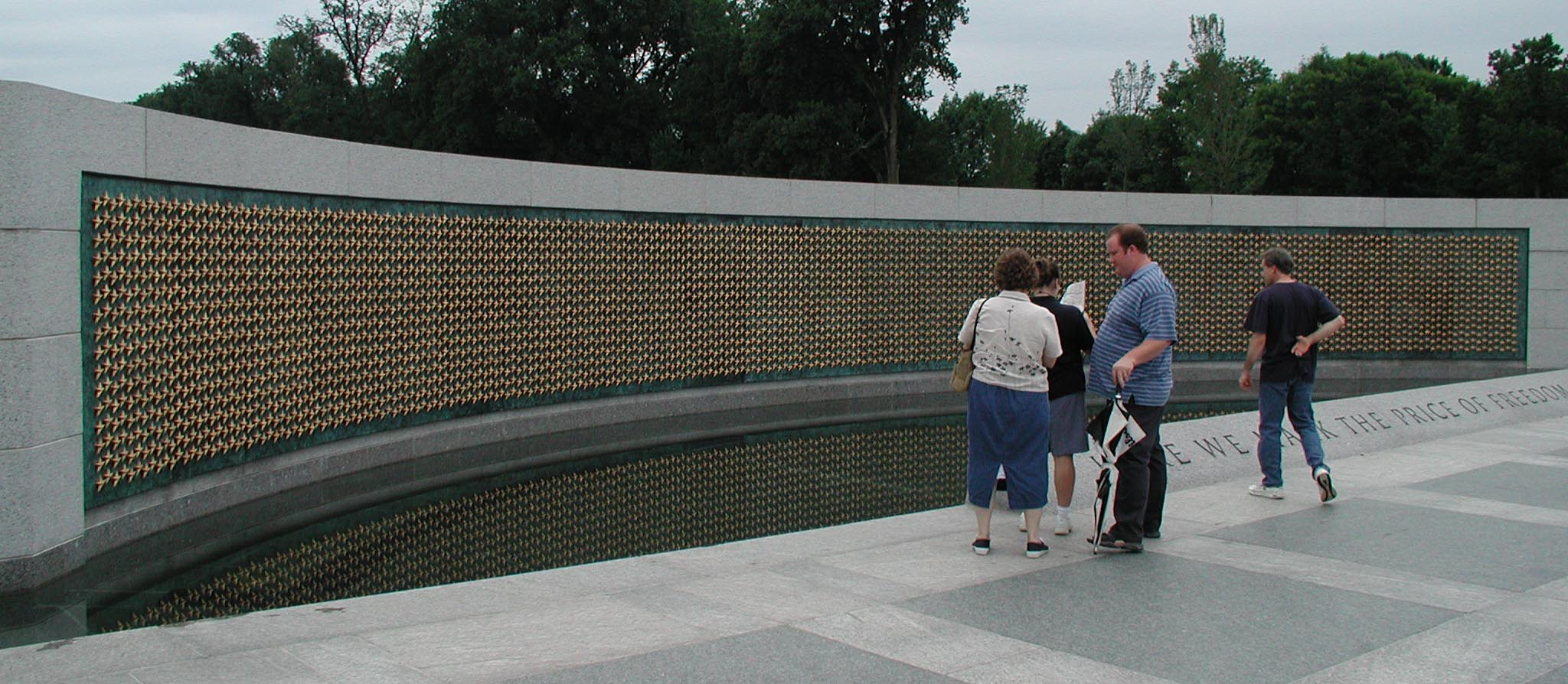
「我々はここに自由の代償を跡す（Here we mark the price of freedom）」―4048個ある各星型の模様は約100名の戦死した兵士を表す。

記念碑は各々が5.18メートル（17フィート）ある56個の柱と、広場の両側を取り巻いている13.11メートル（43フィート）に及ぶ半円形のアーチで構成されている。それぞれの柱には、第二次世界大戦当時の48のアメリカ合衆国の州と、コロンビア特別区（ワシントンD.C.）、アラスカ州地域一帯、ハワイ州地域一帯、フィリピン、プエルトリコ、グアム、アメリカ領サモア、そしてアメリカ領ヴァージン諸島の名前が刻印されている。アーチにはそれぞれ、「大西洋（Atlantic）」と「太平洋（Pacific）」と彫られている。広場は長さが約103メートル（337フィート、10インチ）、広さが約73メートル（240フィート、2インチ）ある。また、地面下勾配が1.83メートル（6フィート）あり、これは長さ約75メートル（246フィート、9インチ）、広さ約45メートル（147フィート、8インチ）の中央レインボー・プールを含めた物である。

### フリーダム・ウォール
フリーダム・ウォール（自由の壁）は記念碑広場の西側、リフレクティング・プールとリンカーン記念館が壁越しに見える位置に建設されている。壁は4048個ある金色の星型のオブジェで一面を飾っており、一つの星は第二次世界大戦で戦死したおよそ100人のアメリカ人兵士を表している。

## ギャラリー

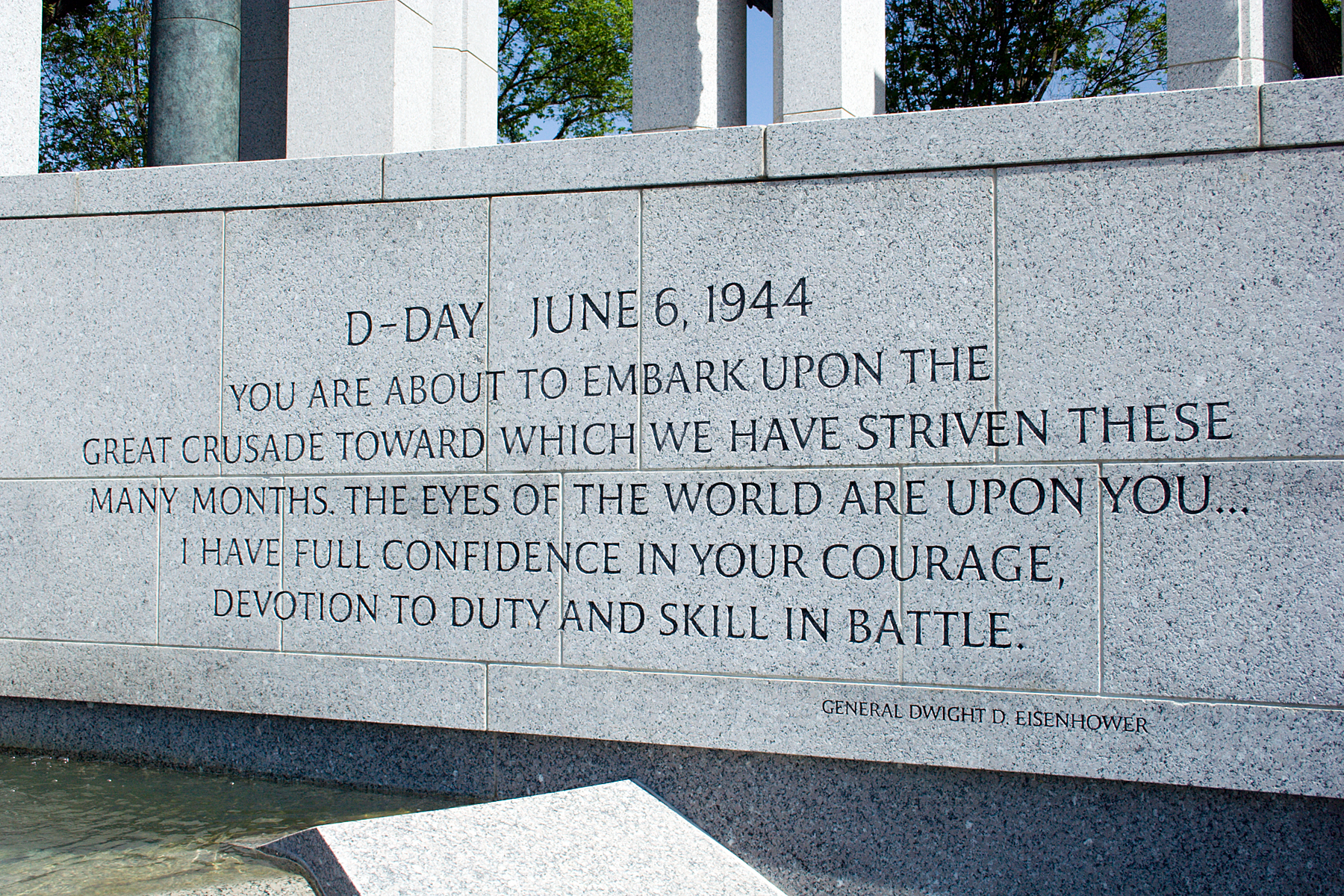
アーチ底部の刻印。1944年のドワイト・D・アイゼンハワー大統領によるDデーの引用句が彫られている。
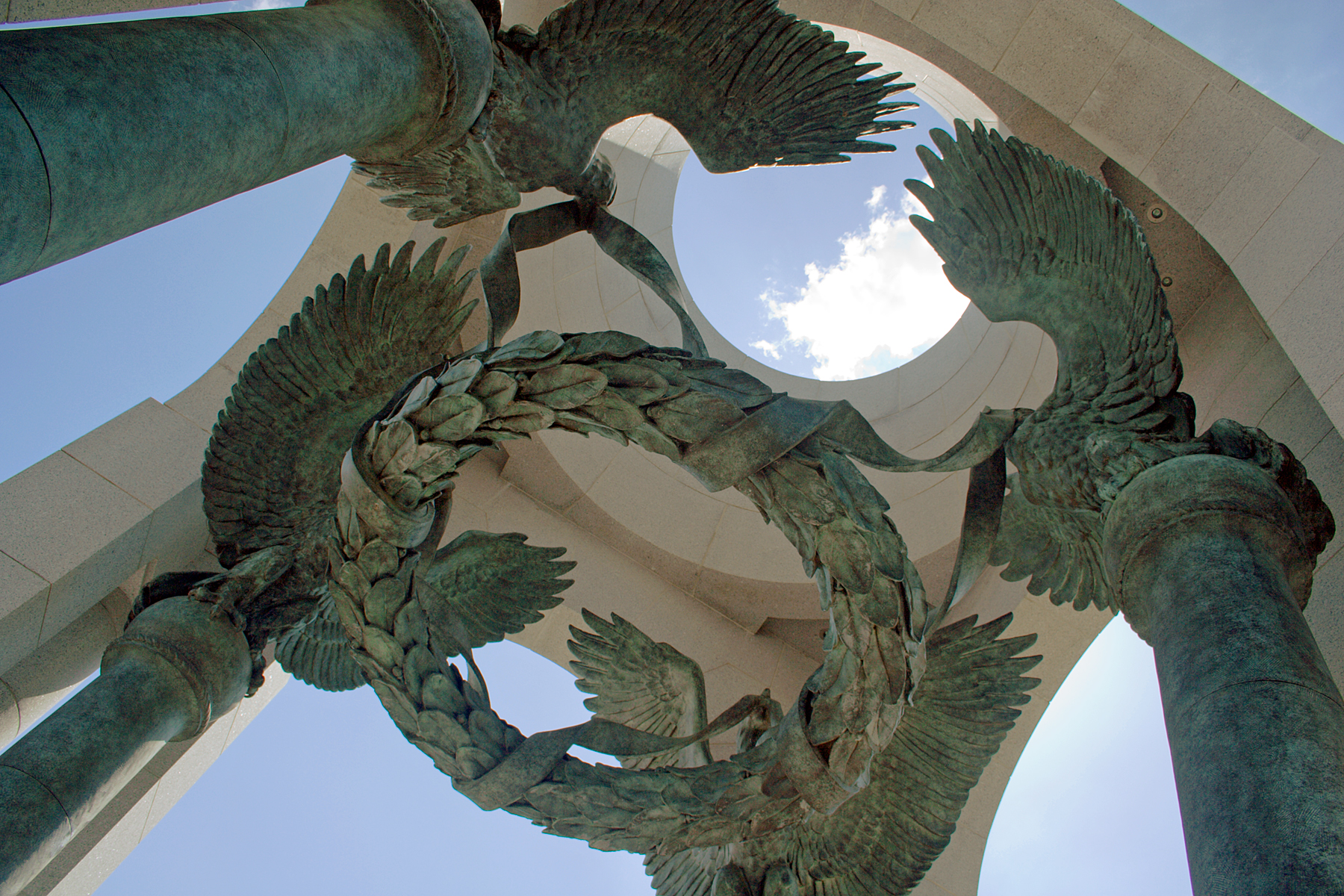
アーチ上部の鷲の冠。
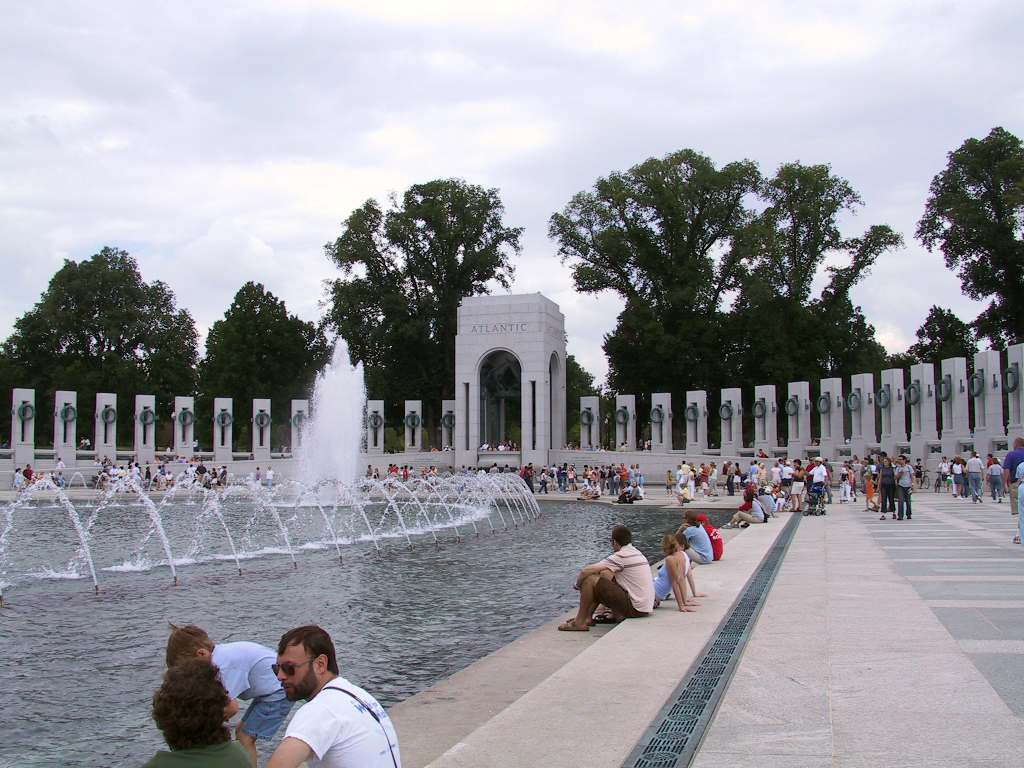
広場に集まる人々。プールは冬場には雪で覆われる。
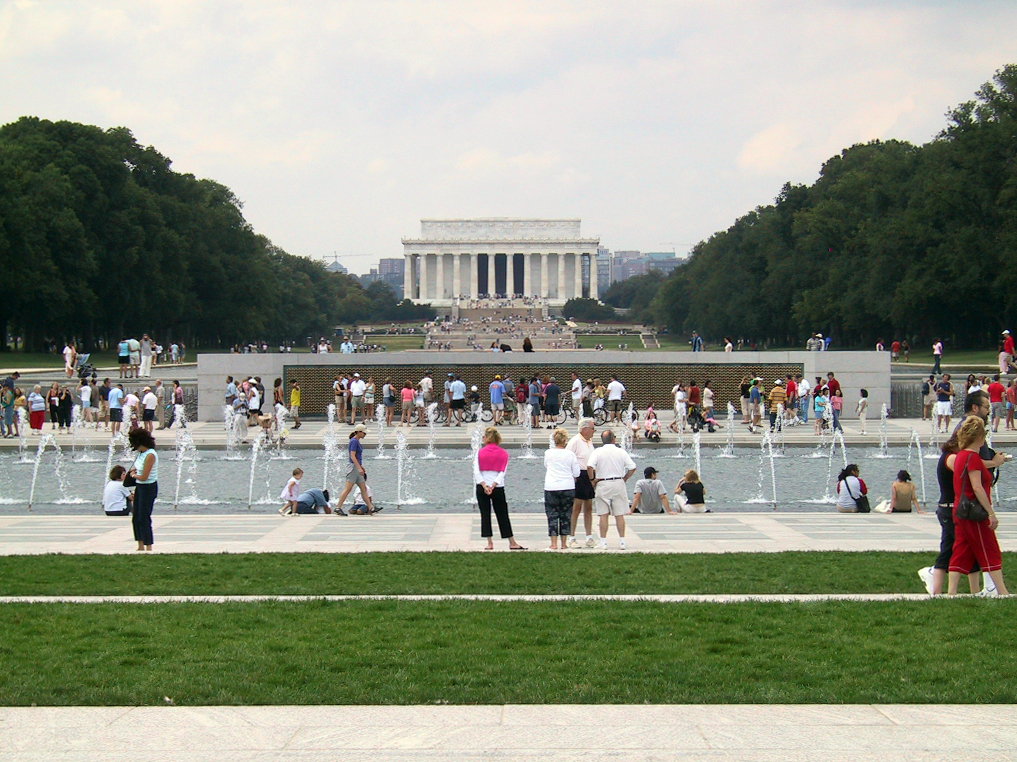
ワシントン記念塔を背中側に撮られた記念碑広場。中心に見えるのがフリーダム・ウォール、奥に見えるのはリンカーン記念館である。

## 参考
- Forgey, Benjamin, "Site-seeking at the Mall: Placing World War II memorial in the grand scheme of things", The Washington Post, 1995 July 1, pp. C1.
- Forgey, Benjamin, "No Accord on WWII Memorial; Two Agencies Send Mixed Signals About Location", The Washington Post, 1995 July 28, pp. B3.
- Forgey, Benjamin, "WWII Memorial Gets Choice Mall Site; 2nd Panel Approves Location, Clearing Way for Design Phase", The Washington Post, 1995 October 6, pp. B1.
- Knight, Christopher, "A memorial to forget", Los Angeles Times, 2004, May 23. - Many sources state the number of stars as 4000, however there are in fact 4048 stars. The wall contains 23 panels, each with 11 columns and 16 rows of stars. The number of stars can also be counted in Commons:Image:Wwii memorial stars.jpg and Commons:Image:Wwii memorial stars march 2006.jpg. See also discussion at w:en:Talk:National World War II Memorial#Number_the_Stars.